# Sky Jaguar
Skyjaguar is een computerspel dat werd ontwikkeld en uitgegeven door Konami. Het spel is een verticalshooter en werd in 1984 uitgebracht voor de MSX-computer en in 2004 voor de ColecoVision. Het doel van het spel is met een vloot van skyjaguars de aarde bevrijden van het Zephyr leger.

## Platforms
| Jaar | Platform     |
| ---- | ------------ |
| 1984 | Arcade, MSX  |
| 2004 | ColecoVision |

- In 1997 was het spel bijgesloten bij compilatiespel Konami Antiques: MSX Collection Vol. 1.
- Het spel kwam beschikbaar voor de Sega Saturn via Konami Antiques: MSX Collection Vol. 1 dat in 1998 uitkwam.

## Ontvangst
| Beoordeeld door                     | Jaar | Platform     | Score |
| ----------------------------------- | ---- | ------------ | ----- |
| Digital Press - Classic Video Games | 2005 | ColecoVision | 80%   |
| The Video Game Critic               | 2004 | ColecoVision | 25%   |